# 송 선공
송 선공(宋宣公, ? ~ 기원전 729년)은 중국 춘추 시대의 인물로, 제13대 송공이다. 성은 자(子), 휘는 역(力)이다.
12대 송공 송 무공의 아들로, 아버지가 죽은 후 그 뒤를 이었다.
재위 19년 만에 죽었고, 임종시에 태자 여이(후의 송 상공)가 있음에도 아우 화(후의 송 목공)에게 양위했다.

## 가계
- 송 무공
  - 송 선공
    - 송 상공

  - 송 목공
    - 송 장공